# Sphaerotylus vanhoeffeni
Sphaerotylus vanhoeffeni är en svampdjursart som beskrevs av Jörn Hentschel 1914. Sphaerotylus vanhoeffeni ingår i släktet Sphaerotylus och familjen Polymastiidae. Inga underarter finns listade i Catalogue of Life.